# Traunsee Tram
De Traunsee Tram is een tramtrein tussen de steden Gmunden en Vorchdorf in Oostenrijk. In 2018 ontstond de lijn door een koppeling van de kortste tramlijn ter wereld, de tram van Gmunden met de Traunseebahn, een lokaalspoorlijn; beide werden uitgevoerd door Stern und Hafferl. De metersporige lijn met een lengte van 17,9 kilometer wordt ook door Stern und Hafferl geëxploiteerd.

## Exploitatie
De lijn heeft een vaste frequentie van ieder half uur doordeweeks; op zaterdag en zondag één keer per uur. Sinds de koppeling heeft de lijn het lijnnummer 161; tussen Gmunden Engelhof en Gmunden ÖBB rijdt deze de hele week om de 15 minuten. In Vorchdorf is er doordeweeks een snelle aansluiting op de Vorchdorferbahn (eens per uur) naar Lambach. Echter vooral in het weekend is de overstaptijd vaak 32 tot 43 minuten; dan rijdt de Vorchdorferbahn maar om de twee uur. Doordeweeks heeft deze lijn 160 ook één wel zéér korte "extra" rit; die duurt slechts twee minuten. Behalve aansluiting op de stations van Gmunden en Vorchdorf, geeft de lijn ook aansluiting op de kabelbaan naar de Grünberg.

## Galerij

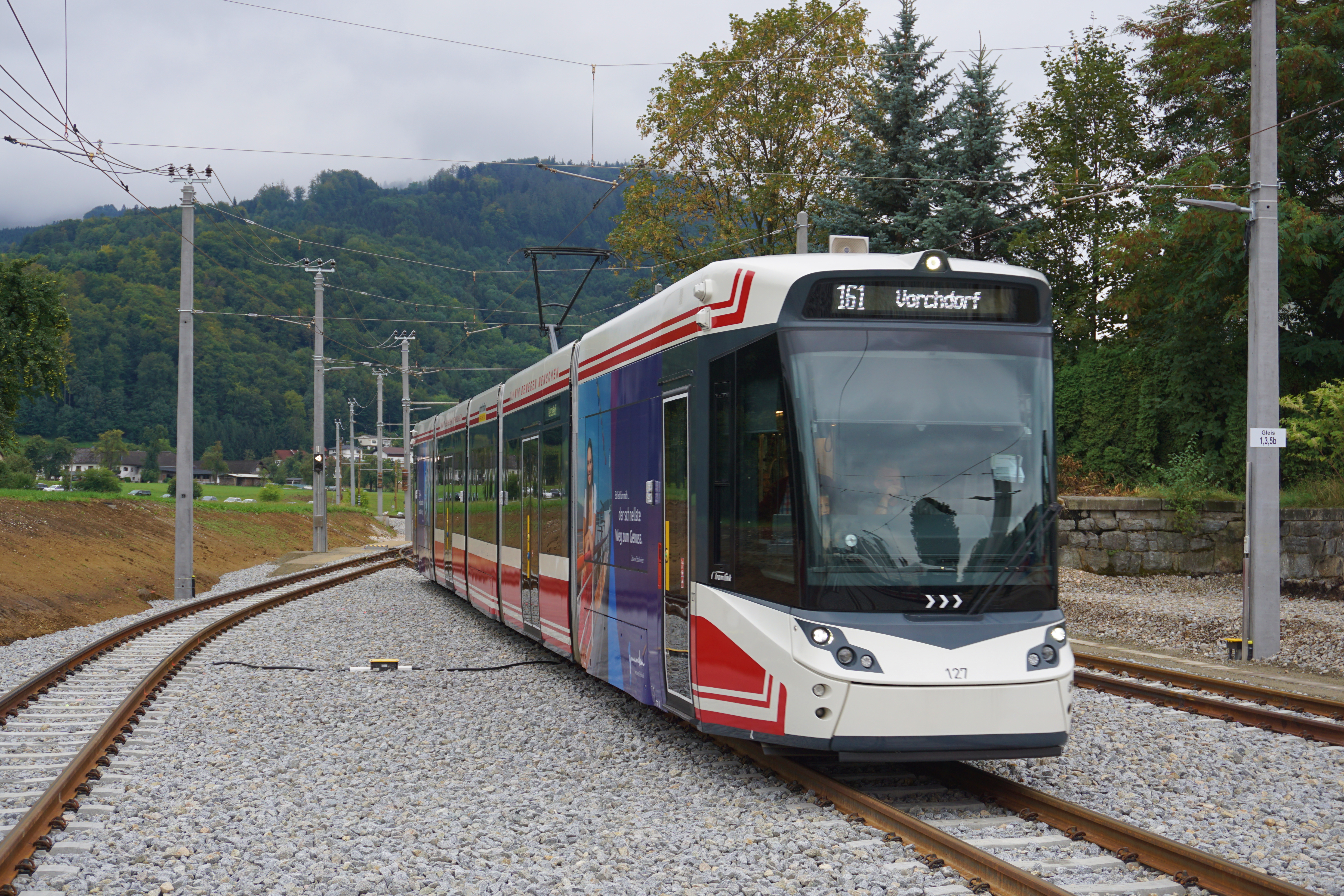
Lagevloertram bij station Engelhof
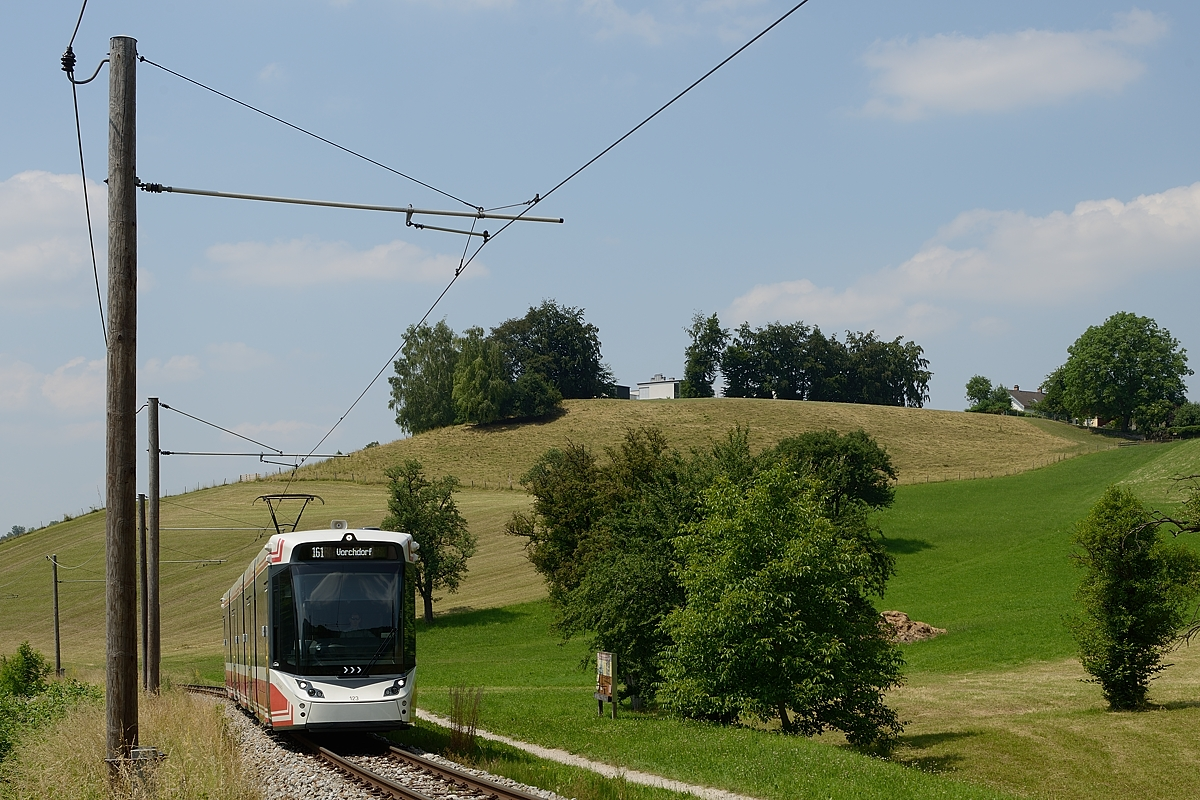
Tram onderweg naar station Lembergweg.
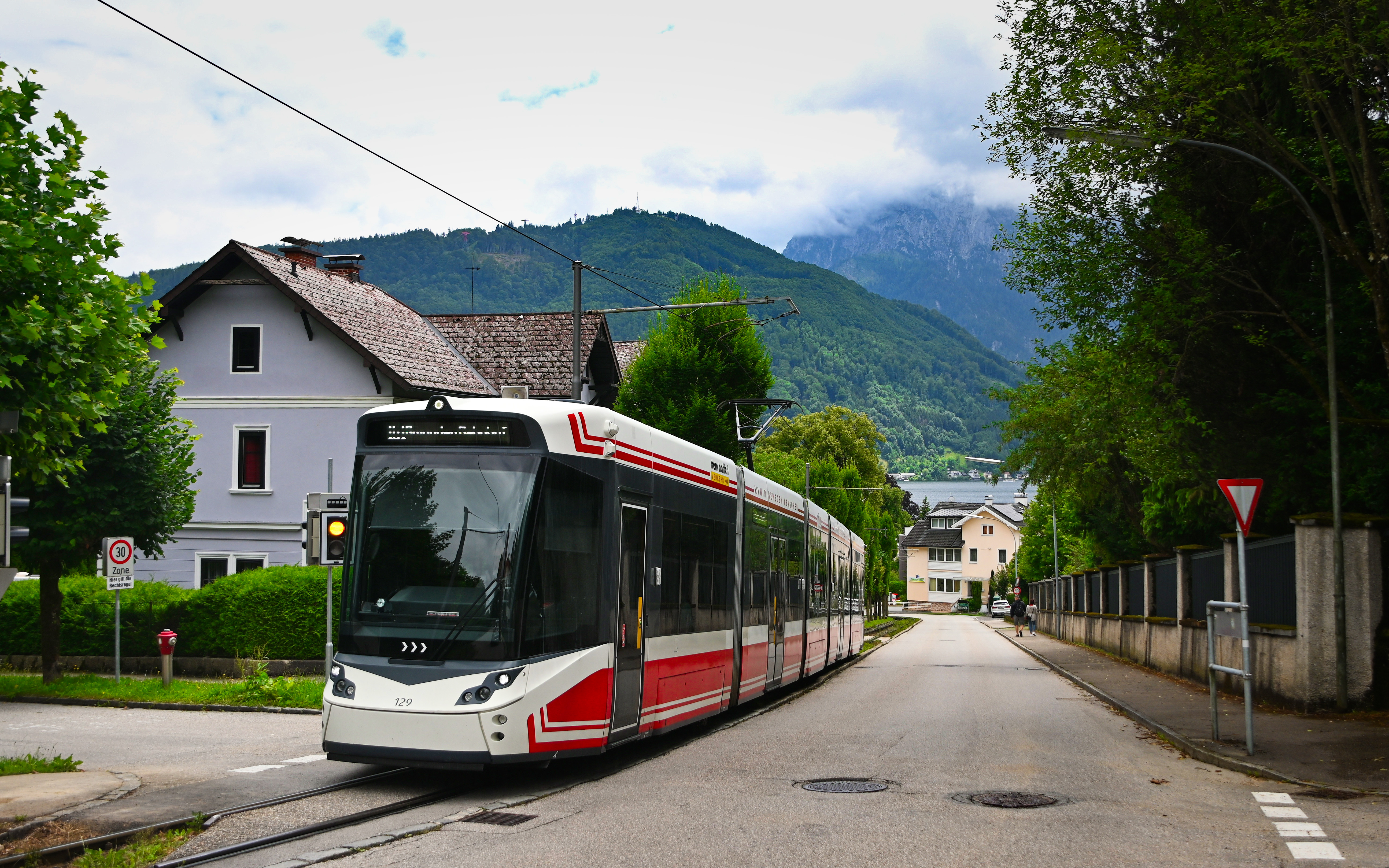
Tram in Gmunden.